# Jongerenklassement Ronde van Spanje

Witte trui

Het jongerenklassement in de Ronde van Spanje is een nevenklassement dat de wielrenner jonger dan 26 jaar die het best geplaatst is in het algemeen klassement erkent.  De Vuelta van 2017 kende voor het eerst een jongerenklassement. In 2017 en 2018 droeg de eerst geklasseerde geen aparte trui. Dit veranderde in 2019, vanaf dat jaar zou de leider van dit klassement tijdens de wedstrijd een witte trui dragen, net zoals in de Ronde van Frankrijk. Deze witte trui was evenwel tot en met 2018 in gebruik voor de leider in het Combinatieklassement Ronde van Spanje. Dit laatste klassement werd vanaf 2019 niet meer gevoerd.
Enric Mas is recordhouder met twee overwinningen, in 2018 en 2020. Het enige land met meerdere winnaars is Spanje met een winnaar in drie edities.

## Historiek
| Jaar | Laureaat           | Ploeg                  | Andere klassementen | Plaats in algemeen klassement |
| ---- | ------------------ | ---------------------- | ------------------- | ----------------------------- |
| 2017 | Miguel Ángel López | Astana                 | -                   | 8e                            |
| 2018 | Enric Mas          | Quick-Step Floors      | -                   | 2e                            |
| 2019 | Tadej Pogačar      | UAE Emirates           | -                   | 3e                            |
| 2020 | Enric Mas          | Movistar               | -                   | 5e                            |
| 2021 | Gino Mäder         | Bahrain-Victorious     | -                   | 5e                            |
| 2022 | Remco Evenepoel    | Quick Step-Alpha Vinyl | Algemeen            | 1e                            |
| 2023 | Juan Ayuso         | UAE Team Emirates      | -                   | 4e                            |
| 2024 | Mattias Skjelmose  | Lidl-Trek              | -                   | 5e                            |

 winnaars · rode trui · 
 puntenklassement · 
 bergklassement · 
 combinatieklassement · 
 jongerenklassement · 
 ploegenklassement · 
 strijdlust

 Belgische leiderstruidragers · etappewinnaars

 Nederlandse leiderstruidragers · etappewinnaars
1935 · 1936 · 1937 · 1938 · 1939 · 1940 · 1941 · 1942 · 1943 · 1944 · 1945 · 1946 · 1947 · 1948 · 1949 · 1950 · 1951 · 1952 · 1953 · 1954 · 1955 · 1956 · 1957 · 1958 · 1959 · 1960 · 1961 · 1962 · 1963 · 1964 · 1965 · 1966 · 1967 · 1968 · 1969 · 1970 · 1971 · 1972 · 1973 · 1974 · 1975 · 1976 · 1977 · 1978 · 1979 · 1980 · 1981 · 1982 · 1983 · 1984 · 1985 · 1986 · 1987 · 1988 · 1989 · 1990 · 1991 · 1992 · 1993 · 1994 · 1995 · 1996 · 1997 · 1998 · 1999 · 2000 · 2001 · 2002 · 2003 · 2004 · 2005 · 2006 · 2007 · 2008 · 2009 · 2010 · 2011 · 2012 · 2013 · 2014 · 2015 · 2016 · 2017 · 2018 · 2019 · 2020 · 2021 · 2022 · 2023 · 2024 · 2025